# Walter Kutschmann
Walter Kutschmann (Dresda, 24 luglio 1914 – Buenos Aires, 30 agosto 1986) è stato un militare tedesco SS-Untersturmführer e ufficiale della Gestapo, membro di un Einsatzkommando con sede prima a Leopoli, all'epoca in Polonia, e successivamente a Drohobycz.
Fu responsabile del massacro di 1.500 ebrei polacchi a Leopoli tra il 1941 ed il 1942.

## Biografia
Walter Kutschmann nacque a Dresda nel 1914, figlio di un dentista. Nel 1928 entrò a far parte della Gioventù hitleriana, nel 1932 si arruolò nella Luftwaffe dove prestò servizio fino al 1936. Iniziò a studiare legge, ma lasciò questo percorso per unirsi alla Legione Condor, fedele alle forze di Francisco Franco in Spagna, partecipando alla guerra civile spagnola. Kutschmann entrò a far parte "in ritardo" nel partito nazista (nº 7.475.729) e nelle SS (nº 404.651).
All'inizio della seconda guerra mondiale si trasferì a Lipsia, dove si unì alle forze della SiPo comandate da Karl Eberhard Schöngarth. Kutschmann fu promosso SS- Untersturmführer e fu l'ufficiale comandante dell'Einsatzgruppe che operò a Drohobycz, in Polonia. Sotto la sua guida, l'Einsatzgruppe compì il massacro dei professori di Lwów nel 1941. Nel 1942 ordinò l'assassinio di 1.500 intellettuali polacchi nella regione di Leopoli, a Brzeziny e Podhajce, zona che oggi è parte dell'Ucraina.
Dei testimoni affermarono che gli ucraini a cui fu ordinato di scavare le fosse per gli omicidi furono essi stessi successivamente uccisi per ordine di Kutschmann, altri testimoni affermano anche che Kutschmann sparò a una domestica ebrea di 17 o 18 anni a Drohobycz nel 1941, dopo averla accusata di avergli trasmesso una malattia venerea. Nel 1944, su ordine dell'ufficiale dell'intelligence Hans Günther von Dincklage, fu trasferito a Parigi, dove fu brevemente associato a Coco Chanel durante l'operazione Modellhut. Alla fine del 1944, mentre fu in Francia, Kutschmann disertò per cercare rifugio a Vigo, in Spagna, sotto le spoglie di un monaco carmelitano di nome Pedro Ricardo Olmo Andrés, residente a Vigo.

## Dopoguerra
Quando il governo francese iniziò a indagare sui fuggitivi nazisti nel 1947, cercò protezione nella rete ODESSA e viaggiò via mare sulla MV Monte Amboto, sotto le spoglie di un monaco cattolico, arrivando in Argentina il 16 gennaio 1948. Fu assunto dalla OSRAM, azienda produttrice di lampade, dove ricoprì il ruolo di responsabile degli acquisti. Nell'agosto 1973 sposò Geralda Baeumler, cittadina argentina di origine tedesca, imprenditrice e veterinaria. Si stabilirono nella località turistica di Miramar, nella regione meridionale della provincia di Buenos Aires.
Kutschmann visse lì fino al gennaio 1975, quando fu trovato e smascherato dal giornalista Alfredo Serra. Il famoso cacciatore di nazisti Simon Wiesenthal a Vienna organizzò l'estradizione di Kutschmann. Nel 1975, dopo aver verificato la cittadinanza e il matrimonio di Kutschmann, che si rivelarono falsi, l'Interpol ne chiese l'arresto. Il governo argentino tentò di arrestarlo, riuscì a scappare, facendo perdere così le sue tracce. Nel 1975 gli fu revocata la cittadinanza argentina. Una seconda richiesta di estradizione fu presentata nel 1985, fu nuovamente arrestato dagli agenti dell'Interpol nella città di Vicente López, nella Grande Buenos Aires. Data la sua salute precaria, fu tenuto in prigione nell'ospedale di Buenos Aires, dove morì di infarto nel 1986 prima che potesse essere estradato. Sua moglie fu denunciata alle autorità per maltrattamento di animali, in particolare per l'eutanasia dei cani randagi nelle camere a gas. L'Anti-Defamation League (ADL) fornì le informazioni che contribuirono alla cattura nel 1985, in particolare le informazioni identificative sulle sue cicatrici della guerra civile spagnola, i suoi tatuaggi e il suo gruppo sanguigno.
Se fosse stato estradato, Walter Kutschmann sarebbe stato il primo criminale di guerra nazista consegnato dall'Argentina.